# St. Peter’s Presbyterian Church

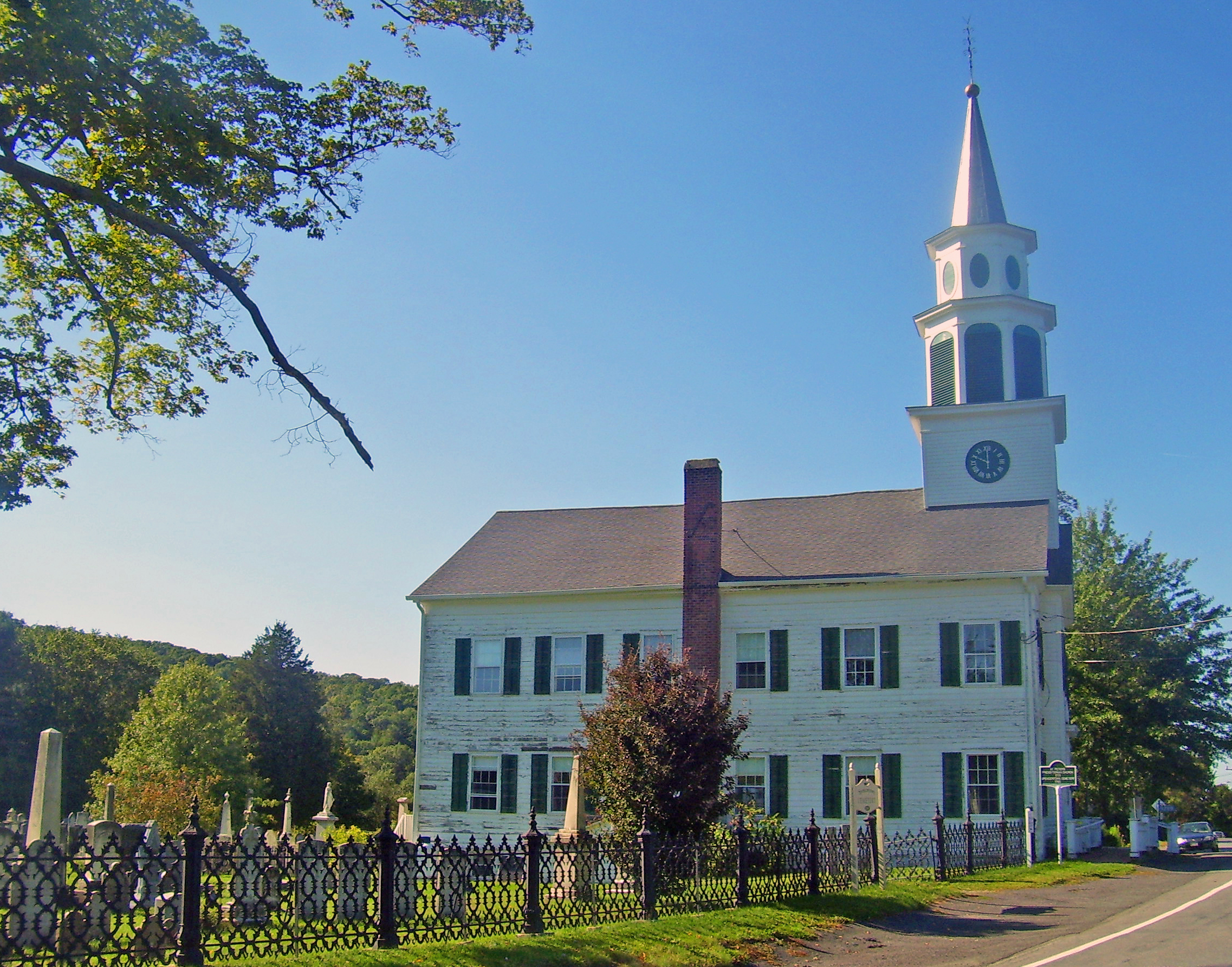
Friedhof und Ostseite der Kirche im Jahr 2008

St. Peter’s Presbyterian Church ist eine Kirche an der Kreuzung von New York State Route 203 und South Street (Columbia County Route 7) in Spencertown, New York in den Vereinigten Staaten. Es ist ein hohes in Holzständerbauweise gebautes Kirchengebäude, das im Stil ähnlich denen ist, die man in Neuengland findet, der Heimatregion der meisten Siedler, die die Ortschaft zu Beginn des 18. Jahrhunderts besiedelten. Direkt östlich des Bauwerks befindet sich der Spencertown Cemetery, dessen älteste Grabmäler aus der Zeit um 1760 stammen, also kurz nach der Besiedlung des Gebietes und der Gründung der Gemeinde angelegt wurden.
Die Kirche wurde 1771 erbaut, stand aber auf der anderen Seite der Straße. Sie wurde 1826 an ihren heutigen Standort verlegt und leicht erweitert. Im Laufe des 19. und 20. Jahrhunderts wurde der Bau mehrmals renoviert und leicht umgestaltet. Im Jahr 2002 wurde das Gebäude und der Friedhof in das National Register of Historic Places eingetragen.

## Beschreibung
Die Kirche und der Friedhof befinden sich auf einer rund 2,2 Hektar großen Parzelle an der Südseite der Route 203 an der Kreuzung mit der South Street. Sie befindet sich gegenüber der Townhall von Austerlitz sowie einigen anderen Gebäuden des kleinen ländlichen Weilers. Die Kirche ist nur wenig von der Straße zurückgesetzt. Nach Süden hin fällt das Gelände zur Schlucht des Punsit Creeks hin leicht ab und bietet eine Aussicht auf die Hügel in dieser Richtung. Der Friedhof ist durch einen gusseisernen Zaun abgeteilt. Sowohl Kirche als auch Friedhof sind beitragende Elemente des Registereintrages.

### Kirche
Die Kirche ist 18 m lang und 12 m breit, die größte Höhe beträgt 21 m. Ein Kamin aus Backsteinen erhebt sich außenliegend an der Ostwand des Bauwerks. An der Nordfassade treten die drei mittleren Joche leicht hervor. Über ihnen sitzt ein Giebeldreieck. Der zentral gelegene Haupteingang ist von Profilen umgeben, darüber befindet sich ein neoklassizistisches Gesims. Fenster rahmen den Eingang ein, ein palladianisches Fenster, das von zwei Aufschiebfensters auf jeder Seite eingerahmt wird, liegt darüber. Außerdem besteht eine Rollstuhlrampe.
Der Glockenturm ist dreistufig. Die unterste Stufe ist quadratisch, mit einer Seitenlänge von drei Metern. Sie ist ähnlich verkleidet, wie der Rest der Kirchenfassade und auf drei Seiten ist eine Uhr mit Römischen Zahlen. Die beiden Stufen darüber sind achteckig. Die mittlere Stufe hat grüne Jalousien und weiße Segmentbögen und Eckpfosten. Die oberste Stufe hat ebenfalls grüne, jedoch ovale Jalousienöffnungen. Auf der hexagonalen Kirchturmspitze sitzt eine Kugel aus Metall und eine Wetterfahne.
Auf der Rückseite befindet sich im ersten Stock ein Fenster, drei Fenster im zweiten Stock wurden mit Brettern verschlossen. Moderne Feuertüren befinden sich neben dem Fenster im ersten Stock. Im Giebelfeld besteht ein kleines Fenster zur Attika. Beide Seiten der Kirche haben ein vollständiges Fensterwerk.
Die Doppeltüren des Eingangs öffnen sich in ein über die Breite des Gebäudes laufendes Vestibül. Auf beiden Seiten befinden sich zweiläufige Treppen mit den ursprünglichen Geländern und Balustern. Ein Fahrstuhl für Behinderte wurde in der südöstlichen Ecke eingebaut. Fahrstuhl und Treppen führen hinauf zu einem unterteilten Raum, wo das Zugseil zur Glocke durch ein Loch in der Decke hängt. Von dort gelangt man auf den Balkon mit der getäfelten Decke. Eine kleinere, schmalere Treppe führt hinauf zur Attika, wo Strebebalken die Dachsparren stützen. Auf der obersten Stufe des Glockenturmes befindet sich eine von der Meneely Bell Foundry gegossene Glocke, in die die Jahreszahl „1858“ eingeschlagen ist. Sie hängt in einem eisernen Gerüst.
Türen in den Ecken geben den Weg frei zu den Seitengängen, die bis zum erhöhten Altarraum führen, an weißen Kirchenbänken mit Geländern aus Walnussholz vorbei. Weitere Geländer aus diesem Holz und weiße Baluster erstrecken sich am vorderen Rand der Plattform im Altarraum. Dahinter befindet sich ein langgezogener, zurückversetzter Bogen.

### Friedhof
Die Grabsteine des Friedhofes stammen teilweise aus der Zeit, als die Kirche noch auf der gegenüberliegenden Straßenseite stand. Der älteste Grabstein ist der von Hannah Lawrence und stammt aus dem Jahr 1760. Die auf diesem Friedhof vorhandene Friedhofskunst reicht von den in Neuengland in jener Periode üblichen Totenköpfen bis hin zu Arabesken und gravierten romanischen Buchstaben. Spätere Grabsteine vom Ende des 19. Jahrhunderts beinhalten menschliche Figuren oder Engel.
Einigen der Verblichenen wurden aufwendigere Grabmale errichtet, darunter sind zwei hohe Obelisken, einer aus dem Jahr 1772, der andere aus den 1870er und 1880er Jahren. Fast am hinteren Ende des Friedhofes befindet sich eine niedrige steinerne Krypta.

## Geschichte
Die Geschichte der Kirche lässt sich in drei Abschnitte unterteilen: von der Gründung bis zur Verlegung an ihren heutigen Standort, von da an bis zur Renovierung Mitte des 20. Jahrhunderts und schließlich die Zeit bis zur Gegenwart.

### 1760–1826: Gründung und Erbauung
Das Gebiet wurde um 1750 von Leuten besiedelt, die aus Neuengland kamen; der so entstandene Ort erhielt schon bald den Namen nach einem dieser Siedler, „Spencer’s Town“. Die Siedler gründeten ein Unternehmen und teilten das Land in jeweils 40 Hektar große Parzellen auf. Die Eignerschaft dieser „Rechte“ legitimierte den Besitzer, bei den Entscheidungen des Unternehmens abzustimmen. 1760 beschlossen die Siedler, dass der erste Pfarrer, der sich niederlassen würde, eineinhalb „Rechte“ erhalten würde. Ein Jahr später war dies Jesse Clark. Die Aufzeichnungen von dem Treffen, bei dem sein Gehalt festgelegt wurde und an dem er und die Siedler teilnahmen, sind gleichzeitig die erste Erwähnung des Friedhofes, der demnach zu dem Zeitpunkt mindestens ein Jahr vorher bereits bestanden hat.
Es wurde festgelegt, dass eine weitere Versammlung den Platz für den Bau eines Gotteshauses bestimmen sollte, zu diesem Treffen kam es jedoch nicht. Gottesdienst wurden in Privathäusern abgehalten, bis der ortsansässige Zimmermann William Babcock 1771 die Kirche auf einer Grünfläche in der Stadt mit Ausrichtung nach Nordwesten erbaute. Zu diesem Zeitpunkt war die Kirche ein Joch kürzer und hatte keinen Kirchturm.
Die weitere Entwicklung der Kirche und der Gemeinde kam ins Stocken, als der Amerikanische Unabhängigkeitskrieg begann und einige der Familien nach Kanada gingen, weil sie Loyalisten waren. Die Siedlungstätigkeit entwickelte sich nach dem Krieg erneut, und 1789 wurden die ersten Sachwalter gewählt, als die Kirche zum Brennpunkt des gemeinschaftlichen Lebens in der Stadt wurde. Die Zahl der Gemeindemitglieder wuchs unter einem neuen Pfarrer, David Porter, an und 1803 wurde die Kirchengemeinde formell inkorporiert. Diese wurde zu jener Zeit vor allem kongregational genutzt, ganz wie es in den Ortschaften Neuenglands, wo die meisten der Bewohner herkamen, üblich war. Da es der einzige Kirchenbau in Spencertown war, versammelten sich darin auch die Anglikaner und Presbyterianer.
Eine Karte deutet an, dass der Kirchturm 1808 hinzugefügt wurde, allerdings kann die Markierung auch auf einer kartographischen Konvention beruhen, sodass die Darstellung nicht den tatsächlichen Zustand des Gebäudes zu jener Zeit wiedergibt. Die Town of Austerlitz wurde vom Bundesstaat 1818 statuiert und Spencertown lag im Zentrum. 1826 wurde eine afroamerikanische Frau mit Namen Lilla Van Buren getauft und wurde ein volles Mitglied der Kirchengemeinde.

### 1826–1956: Verlegung und Erweiterung
Ebenfalls 1826 nahm Joel Osborne als neuer Pfarrer seine Tätigkeit auf. Er überwachte die Verlegung des baufälligen Gebäudes auf die andere Straßenseite. Der frühere Bauplatz wurde wieder zur örtlichen Grünanlage und ist es bis heute.
Der ortsansässige Bauunternehmer Philo Beebe führte zu den Kosten von 2500 US-Dollar (in damaligen Preisen, nach heutiger Kaufkraft 72.000 US-Dollar) nicht nur die Verlegung des Bauwerks an den heutigen Standort durch, sondern erweiterte sie und fügte den heutigen Vordereingang sowie die Überkragungen im Federal Style hinzu. Die Kirche war immer noch zur Straße gerichtet, orientierte sich jedoch nun nach Osten, wie es bei christlichen Kirchen häufig der Fall ist. Zu diesem Zeitpunkt wurde auch der Kirchturm hinzugefügt, wobei sich das Aussehen an dem Glockenturm von Philip Hookers North Dutch Reformed Church in Albany orientierte.
Die Kirche wurde am Neujahrstag des Jahres 1827 neugeweiht und wurde vier Tage später eine presbyterianische Kirche. Kongregationale Gläubige, die weiterhin diesem Glauben folgen wollten, gingen stattdessen in eine kongregationale Kirche, die 1792 erbaut worden war.
Der Eingang im neoklassizistischen Stil wurde vermutlich später hinzugefügt, wohl zwischen 1835 und 1840. Zu dieser Zeit wurde das Bauwerk auch für Gemeindefunktionen genutzt, etwa für Märkte. Timothy Woodbridge, der unter dem Titel Autobiography of a Blind Minister Erinnerungen seiner Tätigkeit als Pfarrer zwischen 1843 und 1852 niederschrieb, berichtet von einem schnörkelhaften Blütenkranz an der Rückwand über dem Altar. Diese Verzierungen stammen vermutlich aus dem Jahr 1824 und bestehen nicht mehr, obwohl bei Renovierungen Spuren freigelegt wurden. Woodbridge setzte sich während seiner Dienstzeit erfolgreich bei der New York State Legislature für die Schaffung der Spencertown Academy ein, die nur eine kurze Strecke weiter östlich liegt und der Ausbildung von Lehrern dient.
Eine Friedhofsgesellschaft wurde 1850 gegründet. Man folgte damit der im County üblichen Entwicklung, wobei man ignorierte, dass der Friedhof in die 46 Jahre zuvor erfolgte Inkorporierung der Kirche einbezogen war. Es könnte in der Absicht erfolgt sein, die nichtkonfessionelle Festlegung des Friedhofes zu erhalten.
Weitere Reparatur- und Renovierungsarbeiten wurden um 1863 ausgeführt. Es war vermutlich zu jenem Zeitpunkt, dass die Glocke eingebaut wurde. Die Arbeiten kosteten rund 2500 US-Dollar, der genaue Umfang der Arbeiten ist jedoch nicht mehr bekannt. Vermutlich wurde eine neue Rückwand eingebaut und der Grundriss verändert. Da diese Maßnahmen während des Sezessionskrieges durchgeführt wurden, der zu Knappheit und Verteuerung von Materialien führte, geht man davon aus, dass es sich um notwendige Reparaturen handelte und nicht um länger im Voraus geplante Arbeiten.
Der eiserne Zaun um den Friedhof wurde in etwa zu jener Zeit hinzugefügt; zumindest ist dies in einer Chronik eines County-Historikers aus dem Jahr 1878 so dargestellt. 1905 übereigneten die Sachwalter der Kirche die Anteile am Friedhof an die Friedhofsgesellschaft.
Kirchendokumente enthalten keine Hinweise auf größere Instandsetzungen während der ersten Hälfte des 20. Jahrhunderts, Das Gebäude wurde 1926 mit elektrischem Licht ausgestattet und drei Jahre später wurde ein Keller gebaut, um mehr Platz für soziale Veranstaltungen und eine Küche zu schaffen. Während der Grabungen für den Keller wurden Knochen und Grabsteine gefunden, sodass man davon ausgehen kann, dass beim Umzug der Kirche diese über bestehenden Gräbern errichtet wurde. Die Knochen wurden an anderer Stelle auf dem Friedhof neubestattet.
Gemeindeangehörige Frauen gründeten als Reaktion auf die Weltwirtschaftskrise 1930 den Tower Club. Der Name resultiert aus der Tatsache, dass sich diese zunächst soziale Vereinigung im Turm der Kirche traf. Später begannen sie, Geld zu sammeln, damit das Gebäude versichert werden konnte, ein Klavier gekauft sowie die Küche ausgestattet werden konnte. Nach dem Zweiten Weltkrieg begannen sie mit der Sammlung von Geld für die Orgel, die 1954 erworben werden konnte. Die Vereinigung besteht noch heute und trägt immer noch zur Erhaltung bei.

### 1956–heute: Renovierung und Erhaltung
1956 bestimmte die Kirchengemeinde, dass eine Kommission das Innere der Kirche begutachten und die Renovierung des Gebäudes leiten solle. Nachdem man ähnliche Kirchen im nahegelegenen Bennington, Vermont und in Connecticut studiert hatte, empfahl die Kommission, dass bei der Renovierung das Aussehen nach der Verlegung von 1826 berücksichtigt werden solle und nicht der Originalzustand im Jahr 1771. Außerdem wurde die Entfernung einer Wand im Turmraum sowie die Verlegung der Orgel und der Chorstufen vom hinteren Balkon zum seitlichen Balkon empfohlen. Diese Vorschläge wurden vollständig umgesetzt. Dabei wurden im hinteren Bereich der Kirche Farbspuren entdeckt, die auf den von Woodbridge beschriebenen Blütenkranz hinweisen.
Seit dieser Renovierung hat es einige weitere Instandsetzungsmaßnahmen und Änderungen gegeben. Der Glockenturm wurde 1974 erneut renoviert und ein Teil des Balkons wurde 1989 abgeteilt, um als Büro und Besprechungsraum zu dienen. Anfang der 1990er Jahre wurde für den barrierefreien Zugang eine Rampe für Rollstuhlfahrer, ein Fahrstuhl und einige andere behindertengerechte Anpassungen hinzugefügt, die durch den Americans with Disabilities Act vorgeschrieben wurden. Gleichzeitig wurde das Gebäude auch gestrichen und die Decke stabilisiert.